# کارلن قامباریان

کارلن همایکی قامباریان (ارمنی: Կարլեն Հմայակի Ղամբարյան؛  زادهٔ ۱۷ فوریهٔ ۱۹۲۷ - درگذشته ۳۰ سپتامبر ۱۹۹۶)   سیاستمدار اهل ارمنستان بود.

## زندگی‌نامه
وی در ۱۷ فوریهٔ ۱۹۲۷ در قشلاق به دنیا آمد و از دانشگاه ملی پلی‌تکنیک ارمنستان (۱۹۵۰) و مدرسه عالی حزبی  (۱۹۵۸) فارغ‌التحصیل گشت. وی در حزب کمونیست ارمنستان (اتحاد شوروی) فعالیت می‌کرد. همچنین برندهٔ جوایزی همچون نشان پرچم سرخ کار و مهندس شایسته ارمنستان شوروی (۱۹۷۷) شده‌است. وی در ۳۰ سپتامبر ۱۹۹۶ در سن ۶۹ سالگی درگذشت.

## یادداشت
1. ↑  Մոսկվայի բարձրագույն կուսակցական դպրոց